# Prickeln
Prickeln (von mdal. pricken, (aus)stechen; engl. to prick, stechen) ist eine Basteltechnik, bei der mit einer Nadel Formen ausgestochen werden. Sie gehört zu den Perforationstechniken.
Beim Prickeln (oft auch: „Ausprickeln“) werden entlang einer Linie mit einer Nadel, der Prickelnadel (auch als Dosenlocher bezeichnet), kleine Löcher in ein Stück Pappe oder Papier gestochen, sodass es sich herauslösen lässt.
Dabei wird üblicherweise auf einer Unterlage aus dünnem Schaumstoff oder einer dickeren aus Pappkarton, Filz, Teppich oder Kork gearbeitet, damit sich die Prickelnadel gut durchstechen lässt.
Das Prickeln wird häufig in Kindergärten geübt. Im Vergleich zum Ausschneiden mit einer Schere dauert es länger und die fertigen geprickelten Werke sehen anders aus. Für kleinere Kinder, die mit einer Schere noch nicht umgehen können, ist das Prickeln oft besser geeignet als Schneiden. Auch wird die Arbeit mit der Prickelnadel von einigen als weniger gefährlich eingestuft als das Hantieren mit einer Schere.